# Tabacundo
Tabacundo – miasto w północnym Ekwadorze, w prowincji Pichincha. Stolica kantonu Pedro Moncayo.
Przez miejscowość przebiega droga krajowa E282 i E289.